# Кејпрон (Илиноис)
Кејпрон (енгл. Capron) град је у америчкој савезној држави Илиноис.

## Демографија
По попису из 2010. године број становника је 1.376, што је 415 (43,2%) становника више него 2000. године.
| Група             | 2000.       | 2010.       |
| Белци             | 802 (83,5%) | 916 (66,6%) |
| Афроамериканци    | 9 (0,9%)    | 15 (1,1%)   |
| Азијати           | 5 (0,5%)    | 6 (0,4%)    |
| Хиспаноамериканци | 123 (12,8%) | 425 (30,9%) |
| Укупно            | 961         | 1.376       |